# Кліфф Бріттон
Кліфф Бріттон (англ. Cliff Britton; 29 серпня 1909, Бристоль — 30 листопада 1974) — англійський футболіст, що грав на позиції півзахисника, зокрема, за «Евертон» та національну збірну Англії. По завершенні ігрової кар'єри — тренер.

## Клубна кар'єра
У дорослому футболі дебютував 1928 року виступами за команду клубу «Бристоль Роверс» з рідного міста, в якій провів два сезони. 
Своєю грою за цю команду привернув увагу представників тренерського штабу «Евертона», до складу якого приєднався 1930 року. У ліверпульській команді спочатку виступав за резервну команду, зокрема й у переможному для «Евертона» чемпіонаті сезону 1931/32. А вже з наступного сезону завоював місце в «основі», зробивши суттєвий внесок у завоювання Кубка Англії 1932/33. Загалом відіграв за клуб з Ліверпуля сім сезонів ігрової кар'єри.
Був відомий як один з найкращих футбольних асистентів свого покоління. За спогадами зіркового нападника «Евортона» 1930-х Діксі Діна саме Кліфф був найкращим виконавцем навісних і прострільних передач серед усіх, з ким йому доводилося грати. 

## Виступи за збірну
Протягом 1934–1937 років захишав кольори національної збірної Англії, за яку провів дев'ять матчів, забивши один гол.
Зокрема у листопаді 1934 року був учасником «Битви на Гайбері», товариської гри, у якій англійці, які на той час не брали участі у чемпіонатах світу, приймали діючих чемпіонів світу італійців. Гра, наповнена обопільними грубощами і травмами, завершилася з рахунком 3:2 на користь господарів, які таким чином підтримали свій неофіційний статус найсильнішої футбольної збірної світу.

## Кар'єра тренера
Розпочав тренерську кар'єру у повоєнний час, 1945 року, очоливши тренерський штаб «Бернлі». За два роки, у 1947, вивів команду з другого до найвищого першого дивізіону Футбольної ліги, того ж року «Бернлі» сягнув фіналу Кубка Англії.
За рік був запрошений до свого колишнього «Евертона», вже у статусі очільника тренерського штабу. Команда переживала ігрову кризу, зарадити якій прихід нового головного тренера не зміг. Після декількох років відчайдушної боротьби за збереження місця у Першому дивізіоні у 1951 році Евертон таки втратив місце у найвищій англійській лізі. Попри це рада директорів клубу не втратила довіру до тренера, і він продовжив працювати з командою у Другому дивізіоні. Утім коштів на посилення команди Бріттон не отримав і був змушений зробити ставку на вихованців клубної системи, зокрема гравців резервної команди, з якої свого часу й сам опинився в основі «Евертона». Ця тактика дала результат, і команда з третьої спроби у 1954 році повернулася до Першого дивізіону. Там тренер також не отримав коштів на посилення складу, а також регулярно стикався із втручанням ради директорів клубу у справи команди. Врешті-решт 1956 року вирішив за краще піти у відставку.
Того ж року був запрошений на тренерську лаву команди «Престон Норт-Енд». На той час команда перебувала у певній кризі — після «срібла» англійської першості в сезоні 1952/53 вона незмінно фінішувала у другій десятці підсумкової турнірної таблиці Першого дивізіону. Неординарні тактичні рішення нового головного тренера суттєво покращили її результати. Зокрема він перевів Тома Фінні, який до своїх 34 років грав на фланзі нападу, на позицію центрального нападника. У сезоні сезоні 1956/57 віковий гравець швидко призвичаївся до своїх нових обов'язків на полі і забив 23 голи, допомігши команді здобути «бронзу» національної першості. Наступного сезону очолюваний Бріттоном «Престон» зупинився у кроці від здобуття свого першого у XX сторіччі титулу чемпіона Англії, поступившись у чемпіонських перегонах, щоправда зі значним відривом, лише «Вулвергемптон Вондерерз». Однак у подальшому результати команди стрімко погіршилися і вже за три роки потому, за результатами сезону 1960/61, вона, посівши останнє місце у Першому дивізіоні, вибула до дивізіону другого, після чого головний тренер її покинув.
Останнім місцем тренерської роботи був клуб «Галл Сіті», головним тренером команди якого Кліфф Бріттон був призначений 1961 року. Починав працювати у цій команді Третього англійського дивізіону також в основному з вихованцями клубної системи юнацьких і молодіжних команд. Утім суттєве покращання результатів відбулося лише після отримання 1964 року трансферного бюджету, що дозволив підсилитися якісними виконавцями і врешті-решт у 1966 році здобути путівку до Другого дивізіону. У цьому дивізіоні тренер пропрацював з «Галл Сіті» три сезони, безрезультатно намагаючись вивести його команду до еліти англійського футболу. 1969 року вирішив за краще залишити посаду головного тренера, натомість перейшовши на адміністративну роботу і ставши виконавчим директором «Галл Сіті».
Помер 30 листопада 1974 року на 66-му році життя.

## Титули і досягнення
- Чемпіон Англії (1):

«Евертон»: 1931-1932
- Володар Кубка Англії (1):

«Евертон»: 1932-1933
- Володар Суперкубка Англії (1):

«Евертон»: 1932